# Encarsia primitiva
Encarsia primitiva is een vliesvleugelig insect uit de familie Aphelinidae. De wetenschappelijke naam is voor het eerst geldig gepubliceerd in 1987 door Viggiani.